# 郑严
郑严，汉朝时越人。与田甲率越人率先投降西汉后，受封为归义侯。
以越人善骑射，受命与田甲组织越骑，号为越侯兵。公元前112年（元鼎五年），南越国相吕嘉反汉，西汉汉武帝派10万大军分五路进攻南越国，其中一路军的主帅为戈船将军郑严，他和另一路军的主帅下厉将军田甲，率兵从零陵出发，然后郑严的军队沿漓水直下，田甲的军队则直抵苍梧，五路大军准备同时进攻番禺。郑严善于将兵，田甲苛急众，未得前。郑严的军队还没到达番禺，另两路伏波将军路博德和楼船将军杨仆率领的军队已攻陷南越国都城番禺，活捉未代南越王赵建德和丞相吕嘉，南越国灭国。东越国反汉，郑严又奉命与田甲率越侯兵出若邪、白沙，伐东越。前110年（元封元年）冬，平定东越，但因平南越不力，故未被加封。